# Hydrotaea pardifemorata
Hydrotaea pardifemorata este o specie de muște din genul Hydrotaea, familia Muscidae, descrisă de Xue, Zhang și Liu în anul 1994.
Este endemică în Shaanxi. Conform Catalogue of Life specia Hydrotaea pardifemorata nu are subspecii cunoscute.